# قائمة الجوائز والترشيحات التي تلقاها شيواتال إيجيوفور
فيما يلي قائمة بالجوائز والترشيحات التي تلقاها المُمثل البريطاني من أصل نيجيري شيواتال إيجيوفور.عن دوره في فيلم عبد لاثني عشر عاما، فاز شيواتال بجائزة أفضل ممثل ضمن جوائز الأكاديمية البريطانية للأفلام، ورُشح لنيل جوائز أخرى أبرزها جائزة أوسكار، وجائزة بافتا وخمس جوائز غولدن غلوب وجائزتي إيمي برايم تايم و3 جوائز ضمن جوائز نقابة ممثلي الشاشة.
عن أدائه في المسرحية البريطانية Blue/Orange سنة 2000، فاز شيواتال بجائزة لدائرة نقاد المسرح ‏، وجائزة إيفنينغ ستاندرد للمسرح ‏، ورُشح كذلك لنيل جائزة لورانس أوليفير لأفضل ممثل في دور مساعد ‏. في سنة 2002، شارك شيواتال في فيلم الإثارة الاجتماعية أشياء جميلة وسخة ‏، بحيث نال عن هذا الدور جائزة أفضل ممثل في حفل توزيع جوائز السينما المستقلة البريطانية وحفل توزيع جوائز إيفنينغ ستاندرد للفيلم البريطاني ‏، كما رُشح أيضا للتنافس على نيل جائزة البافتا للنجم الصاعد سنة 2006. خلال حفل توزيع جوائز الغولدن غلوب الرابع والستين، نال شيواتال عدة ترشيحات عن دوره في فيلم Kinky Boots ‏ والمُسلسل القصير Tsunami: The Aftermath. في 2008، نال جائزتي لورانس أوليفير لأفضل ممثل [الإنجليزية] وجائزة دائرة نقاد المسرح ‏ عن دوره في مسرحية عطيل، كما حصل على وسام رتبة الإمبراطورية البريطانية من الملكة إليزابيث الثانية تتويجا له عن خدماته التي قدمها في مجال الدراما. خلال حفل توزيع جوائز الغولدن غلوب السابع والستين، رُشح لنيل جائزة أفضل ممثل في مسلسل قصير أو فيلم تلفزيوني عن أدائه لشخصية السياسي الجنوب أفريقي تابو إيمبيكي في فيلم نهاية اللعبة سنة 2009.
حصل شيواتال إيجيوفور على عدة جوائز وترشيحات عن أدائه لشخصية سولمون نورثوب في فيلم السيرة الذاتية والدراما التاريخية عبد لاثني عشر عاما سنة 2013. وقد حصل عن هذا الدور على جائزة البافتا لأفضل ممثل في دور رئيسي، ورُشح لنيل جائزة الأوسكار لأفضل ممثل. إضافة لذلك، فاز بجائزة أفضل ممثل خلال حفل توزيع جوائز الأكاديمية الأسترالية لفنون السينما والتلفزيون الثالث ‏ وحفل توزيع جوائز بيت الرابع عشر ‏، ورُشح خلال حفل توزيع جوائز الغولدن غلوب الواحد والسبعين وحفل توزيع جوائز رابطة ممثلي الشاشة العشرين ‏ وحفل توزيع جوائز اختيار النقاد التاسع عشر ‏ وحفل توزيع جوائز ساتيلايت الثامن عشر ‏. في 2013، شارك في مُسلسل درامي أنتجته بي بي سي حمل عنوان الرقص على الحافة، رُشح من خلاله لنيل جائزة غولدن غلوب وجائزة إيمي برايم تايم وجائزة ساتيلايت. وُشح شيواتال إيجيوفور بوسام رتبة الإمبراطورية البريطانية سنة 2015.
بدأ شيواتال مسيرته الإخراجية من خلال إخراج فيلم الصبي الذي سخر الرياح، وقد حصل عن هذا العمل على جائزة ألفرد سلوان ‏ خلال مهرجان صندانس السينمائي 2019 من مهرجان صاندانس السينمائي. وقد رُشح لنيل جائزة أفضل راو ‏ خلال حفل توزيع جوائز الإيمي برايم تايم الثاني والسبعين ‏ عن أدائه لدور الراوي في الفيلم الوثائقي ملكة الفيلة.

## الجوائز والترشيحات
| الجائزة                                    | السنة             | العمل                   | الفئة                                                               | النتيجة       | مراجع  |
| ------------------------------------------ | ----------------- | ----------------------- | ------------------------------------------------------------------- | ------------- | ------ |
| جوائز آكتا ‏                                | 2014              | عبد لاثني عشر عاما      | أفضل ممثل [الإنجليزية]                                              | فوز           | [ 3 ]  |
| جوائز الأوسكار                             | 2014              | عبد لاثني عشر عاما      | أفضل ممثل                                                           | رُشِّح           | [ 4 ]  |
| جوائز جمعية نقاد السينما الأمريكية         | 2007              | رجل عصابة أمريكي        | أفضل ممثل في دور مساعد                                              | فوز           | [ 5 ]  |
| جوائز تحالف الصحفيات السينمائيات           | 2013              | عبد لاثني عشر عاما      | أفضل ممثل ‏                                                          | رُشِّح           | [ 6 ]  |
| جوائز تحالف الصحفيات السينمائيات           | 2013              | عبد لاثني عشر عاما      | أفضل أداء جماعي                                                     | رُشِّح           | [ 6 ]  |
| جوائز تحالف الصحفيات السينمائيات           | 2013              | عبد لاثني عشر عاما      | جائزة لحظة لا تُنسى                                                  | فوز           | [ 7 ]  |
| جوائز مهرجان الأمريكيين الأفارقة السينمائي | 2004              | دورتي بريتي ثينغس ‏      | أفضل أداء لمُمثل                                                     | فوز           | [ 8 ]  |
| جوائز جمعية أوستن لنقاد السينما ‏           | 2013              | عبد لاثني عشر عاما      | أفضل ممثل                                                           | فوز           | [ 9 ]  |
| جوائز بي إي تي                             | 2014              | عبد لاثني عشر عاما      | أفضل ممثل ‏                                                          | فوز           | [ 10 ] |
| جوائز بلاك ريل ‏                            | 2004              | دورتي بريتي ثينغس ‏      | أفضل ممثل ‏                                                          | فوز           | [ 11 ] |
| جوائز بلاك ريل ‏                            | 2006              | سيرينيتي                | أفضل ممثل في دور مساعد ‏                                             | رُشِّح           | [ 11 ] |
| جوائز بلاك ريل ‏                            | 2007              | أطفال الرجال            | أفضل ممثل في دور مساعد ‏                                             | رُشِّح           | [ 11 ] |
| جوائز بلاك ريل ‏                            | 2007              | كينكي بوتس ‏             | أفضل ممثل في دور مساعد ‏                                             | رُشِّح           | [ 11 ] |
| جوائز بلاك ريل ‏                            | 2008              | ريدبيلت                 | أفضل ممثل ‏                                                          | رُشِّح           | [ 11 ] |
| جوائز بلاك ريل ‏                            | 2010              | 2012                    | أفضل ممثل في دور مساعد ‏                                             | رُشِّح           | [ 11 ] |
| جوائز بلاك ريل ‏                            | 2014              | عبد لاثني عشر عاما      | أفضل ممثل ‏                                                          | فوز           | [ 12 ] |
| جوائز بلاك ريل ‏                            | 2014              | عبد لاثني عشر عاما      | أفضل طاقم ‏                                                          | فوز           | [ 12 ] |
| جوائز بلاك ريل ‏                            | 2014              | الرقص على الحافة        | أفضل ممثل في فيلم تلفزيوني أو مسلسل محدود ‏                          | فوز           | [ 12 ] |
| جوائز بلاك ريل ‏                            | 2016              | المريخي                 | أفضل ممثل في دور مساعد ‏                                             | رُشِّح           | [ 11 ] |
| جوائز بلاك ريل ‏                            | 2016              | الزاي من أجل زكرياء     | أفضل ممثل ‏                                                          | رُشِّح           | [ 11 ] |
| جوائز بلاك ريل ‏                            | 2020              | الصبي الذي سخر الرياح   | أفضل بداية لكاتب سيناريو ‏                                           | رُشِّح           | [ 13 ] |
| جوائز بلاك ريل ‏                            | 2020              | الأسد الملك             | أفضل أداء صوتي ‏                                                     | فوز           |        |
| جوائز جمعية بوسطن لنقاد السينما            | 2013              | عبد لاثني عشر عاما      | أفضل ممثل ‏                                                          | فوز           | [ 14 ] |
| جوائز الأكاديمية البريطانية للأفلام        | 2006              | —                       | أفضل أداء لنجم صاعد                                                 | رُشِّح           | [ 15 ] |
| جوائز الأكاديمية البريطانية للأفلام        | 2014              | عبد لاثني عشر عاما      | أفضل ممثل في دور رئيسي                                              | فوز           | [ 16 ] |
| جوائز السينما المستقلة البريطانية          | 2003              | دورتي بريتي ثينغس ‏      | أفضل ممثل [الإنجليزية]                                              | فوز           | [ 17 ] |
| جوائز السينما المستقلة البريطانية          | 2003              | دورتي بريتي ثينغس ‏      | أفضل أداء لمُمثل واعد                                                | رُشِّح           | [ 18 ] |
| جوائز السينما المستقلة البريطانية          | 2005              | كينكي بوتس ‏             | أفضل ممثل [الإنجليزية]                                              | رُشِّح           | [ 19 ] |
| جوائز السينما المستقلة البريطانية          | 2015              | —                       | جائزة ريتشارد هاريس ‏                                                | فوز           | [ 20 ] |
| جوائز السينما المستقلة البريطانية          | 2019              | الصبي الذي سخر الرياح   | أفضل ممثل في دور مساعد ‏                                             | رُشِّح           | [ 21 ] |
| جوائز السينما المستقلة البريطانية          | 2019              | الصبي الذي سخر الرياح   | جائزة دوغلاس هيكوس (مُخرج مُبتدئ)                                     | رُشِّح           | [ 21 ] |
| جوائز رابطة برودكاستن بريس ‏                | 2014              | الرقص على الحافة        | أفضل ممثل                                                           | فوز           | [ 22 ] |
| جوائز جمعية شيكاغو لنقاد السينما           | 2004              | دورتي بريتي ثينغس ‏      | أفضل موهبة صاعدة                                                    | رُشِّح           | [ 23 ] |
| جوائز جمعية شيكاغو لنقاد السينما           | 2013              | عبد لاثني عشر عاما      | أفضل ممثل [الإنجليزية]                                              | فوز           | [ 24 ] |
| جوائز اختيار النقاد للأفلام الوثائقية ‏     | 2019              | ملكة الفيلة             | أفضل حكي                                                            | رُشِّح           | [ 25 ] |
| جوائز اختيار النقاد للأفلام                | 2014              | عبد لاثني عشر عاما      | أفضل أداء جماعي لطاقم تمثيل [الإنجليزية]                            | رُشِّح           | [ 26 ] |
| جوائز اختيار النقاد للأفلام                | 2014              | عبد لاثني عشر عاما      | أفضل ممثل                                                           | رُشِّح           | [ 26 ] |
| جوائز سوبر اختيار النقاد                   | 2021              | الحرس القديم            | أفضل ممثل في فيلم أبطال خارقين                                      | رُشِّح           | [ 27 ] |
| جوائز اختيار النقاد للتلفزيون              | 2014              | الرقص على الحافة        | أفضل ممثل في فيلم أو مسلسل قصير ‏                                    | رُشِّح           | [ 28 ] |
| جوائز اختيار النقاد للمسرح ‏                | 2001              | أزرق/برتقالي            | جائزة جاك تينكر لأفضل ممثل واعد                                     | فوز           | [ 29 ] |
| جوائز اختيار النقاد للمسرح ‏                | 2008              | عطيل                    | جائزة جون وويندي تروين لأفضل أداء شكسبيري                           | فوز           | [ 30 ] |
| جوائز جمعية دالاس فورت وورث لنقاد السينما  | 2013              | عبد لاثني عشر عاما      | أفضل ممثل ‏                                                          | المركز الثاني | [ 31 ] |
| جوائز جمعية ديترويت لنقاد السينما ‏         | 2013              | عبد لاثني عشر عاما      | أفضل ممثل ‏                                                          | رُشِّح           | [ 32 ] |
| جوائز جمعية ديترويت لنقاد السينما ‏         | 2013              | عبد لاثني عشر عاما      | أفضل طاقم                                                           | رُشِّح           | [ 32 ] |
| جوائز دوريان                               | 2014              | عبد لاثني عشر عاما      | أفضل أداء لمُمثل في السنة                                            | رُشِّح           | [ 33 ] |
| جوائز دائرة دبلن لنقاد السينما             | 2014              | عبد لاثني عشر عاما      | أفضل ممثل                                                           | المركز العاشر | [ 34 ] |
| جوائز إمباير                               | 2014              | عبد لاثني عشر عاما      | أفضل ممثل                                                           | رُشِّح           | [ 35 ] |
| جوائز الأفلام الأوروبية                    | 2003 [الإنجليزية] | دورتي بريتي ثينغس ‏      | أفضل ممثل [الإنجليزية]                                              | رُشِّح           | [ 36 ] |
| جوائز إيفنينغ ستاندرد للفيلم البريطاني ‏    | 2003              | دورتي بريتي ثينغس ‏      | أفضل ممثل                                                           | فوز           | [ 37 ] |
| جوائز إيفنينغ ستاندرد للفيلم البريطاني ‏    | 2017              | دكتور سترينج            | أفضل ممثل في دور مساعد                                              | رُشِّح           | [ 38 ] |
| جوائز إيفنينغ ستاندرد للمسرح ‏              | 2000              | أزرق/برتقالي            | أفضل أداء لمُمثل قادم                                                | فوز           | [ 39 ] |
| جوائز دائرة فلوريدا لنقاد السينما ‏         | 2013              | عبد لاثني عشر عاما      | أفضل ممثل ‏                                                          | فوز           | [ 40 ] |
| جوائز جمعية جورجيا لنقاد السينما           | 2014              | عبد لاثني عشر عاما      | أفضل ممثل                                                           | فوز           | [ 41 ] |
| جوائز جمعية جورجيا لنقاد السينما           | 2014              | عبد لاثني عشر عاما      | أفضل طاقم                                                           | رُشِّح           | [ 42 ] |
| جوائز الغولدن غلوب                         | 2007              | كينكي بوتس ‏             | أفضل ممثل في فيلم موسيقي أو كوميدي                                  | رُشِّح           | [ 43 ] |
| جوائز الغولدن غلوب                         | 2007              | تسونامي: ما بعد الحادثة | أفضل ممثل في مسلسل قصير أو فيلم تلفزيوني                            | رُشِّح           | [ 43 ] |
| جوائز الغولدن غلوب                         | 2010              | نهاية اللعبة            | أفضل ممثل في مسلسل قصير أو فيلم تلفزيوني                            | رُشِّح           | [ 44 ] |
| جوائز الغولدن غلوب                         | 2014              | عبد لاثني عشر عاما      | أفضل ممثل في فيلم درامي                                             | رُشِّح           | [ 45 ] |
| جوائز الغولدن غلوب                         | 2014              | الرقص على الحافة        | أفضل ممثل في مسلسل قصير أو فيلم تلفزيوني                            | رُشِّح           | [ 45 ] |
| جوائز غوثام                                | 2007              | تحدث معي                | أفضل أداء جماعي لطاقم تمثيل ‏                                        | فوز           | [ 46 ] |
| جوائز غوثام                                | 2013              | عبد لاثني عشر عاما      | أفضل ممثل ‏                                                          | رُشِّح           | [ 47 ] |
| جوائز جمعية هيوستن لنقاد السينما           | 2013              | عبد لاثني عشر عاما      | أفضل ممثل ‏                                                          | فوز           | [ 48 ] |
| جوائز إيان تشارلزون                        | 2000              | روميو وجولييت           | —                                                                   | رُشِّح           | [ 49 ] |
| جوائز إيفتا للدراما والسينما ‏              | 2014              | عبد لاثني عشر عاما      | أفضل ممثل في فيلم دولي                                              | فوز           | [ 50 ] |
| جوائز الروح المستقلة                       | 2008              | تحدث معي                | أفضل ممثل في دور مُساعد                                              | فوز           | [ 51 ] |
| جوائز الروح المستقلة                       | 2014              | عبد لاثني عشر عاما      | أفضل ممثل رئيسي                                                     | رُشِّح           | [ 52 ] |
| جوائز إندي واير كريتيكس بول ‏               | 2013              | عبد لاثني عشر عاما      | أفضل أداء لممثل                                                     | فوز           | [ 53 ] |
| جوائز مجتمع سينيفيل الدولي ‏                | 2014              | عبد لاثني عشر عاما      | أفضل ممثل                                                           | رُشِّح           | [ 54 ] |
| جوائز مجتمع سينيفيل الدولي ‏                | 2014              | عبد لاثني عشر عاما      | أفضل أداء جماعي                                                     | رُشِّح           | [ 54 ] |
| جوائز أونلاين بول لنقاد السينما ‏           | 2015              | عبد لاثني عشر عاما      | أفضل أداء لطاقم تمثيل                                               | رُشِّح           | [ 55 ] |
| جائزة لورنس أوليفيه                        | 2001              | أزرق/برتقالي            | أفضل ممثل في دور مساعد ‏                                             | رُشِّح           | [ 56 ] |
| جائزة لورنس أوليفيه                        | 2008              | عطيل                    | أفضل ممثل ‏                                                          | فوز           | [ 57 ] |
| جوائز دائرة نقاد لندن                      | 2003              | دورتي بريتي ثينغس ‏      | أفضل ممثل بريطاني في السنة ‏                                         | رُشِّح           | [ 58 ] |
| جوائز دائرة نقاد لندن                      | 2006              | كينكي بوتس ‏             | أفضل ممثل بريطاني في السنة ‏                                         | رُشِّح           | [ 59 ] |
| جوائز دائرة نقاد لندن                      | 2014              | عبد لاثني عشر عاما      | ممثل السنة [الإنجليزية]                                             | فوز           | [ 60 ] |
| جوائز دائرة نقاد لندن                      | 2014              | عبد لاثني عشر عاما      | أفضل ممثل بريطاني في السنة ‏                                         | رُشِّح           | [ 61 ] |
| جوائز جمعية لوس أنجلوس لنقاد السينما       | 2013              | عبد لاثني عشر عاما      | أفضل ممثل [الإنجليزية]                                              | المركز الثاني | [ 62 ] |
| جوائز مهرجان ميل فالي السينمائي ‏           | 2013              | عبد لاثني عشر عاما      | جائزة إم في إف إف                                                   | فوز           | [ 63 ] |
| جوائز مهرجان مونتي كارلو للتلفزيون ‏        | 2007              | تسونامي: ما بعد الحادثة | أفضل أداء لمُمثل في مسلسل قصير                                       | فوز           | [ 64 ] |
| جوائز إم تي في للأفلام                     | 2014 [الإنجليزية] | عبد لاثني عشر عاما      | أفضل أداء لمُمثل                                                     | رُشِّح           | [ 65 ] |
| جوائز إن آي آي سي بي إيميج                 | 2007              | تسونامي: ما بعد الحادثة | أفضل أداء لمُمثل في فيلم تلفزيوني أو مسلسل قصير أو حلقة درامية خاصة ‏ | رُشِّح           | [ 66 ] |
| جوائز إن آي آي سي بي إيميج                 | 2008              | تحدث معي                | أفضل ممثل مساعد في فيلم ‏                                            | رُشِّح           | [ 67 ] |
| جوائز إن آي آي سي بي إيميج                 | 2010              | 2012                    | أفضل ممثل مساعد في فيلم ‏                                            | رُشِّح           | [ 68 ] |
| جوائز إن آي آي سي بي إيميج                 | 2014              | عبد لاثني عشر عاما      | أفضل ممثل في فيلم [الإنجليزية]                                      | رُشِّح           | [ 69 ] |
| جوائز إن آي آي سي بي إيميج                 | 2014              | الرقص على الحافة        | أفضل ممثل في فيلم تلفزيوني أو مسلسل قصير أو حلقة درامية خاصة ‏       | رُشِّح           | [ 69 ] |
| جوائز إن آي آي سي بي إيميج                 | 2016              | المريخي                 | أفضل ممثل مساعد في فيلم ‏                                            | رُشِّح           | [ 70 ] |
| جوائز إن آي آي سي بي إيميج                 | 2016              | السر في أعينهم          | أفضل ممثل في فيلم [الإنجليزية]                                      | رُشِّح           | [ 70 ] |
| جوائز إن آي آي سي بي إيميج                 | 2020              | الصبي الذي سخر الرياح   | أفضل مخرج ‏                                                          | فوز           | [ 71 ] |
| اجوائز الجمعية الوطنية لنقاد السينما ‏      | 2014              | عبد لاثني عشر عاما      | أفضل ممثل [الإنجليزية]                                              | المركز الثاني | [ 72 ] |
| جوائز دائرة نيويورك لنقاد السينما ‏         | 2013              | عبد لاثني عشر عاما      | أفضل ممثل [الإنجليزية]                                              | رُشِّح           | [ 73 ] |
| جوائز نيويورك أونلاين لنقاد السينما ‏       | 2013              | عبد لاثني عشر عاما      | أفضل ممثل                                                           | فوز           | [ 74 ] |
| جوائز نيوبورت بيتش السينمائي ‏              | 2020              | عبد لاثني عشر عاما      | الفنان المُتميز                                                      | فوز           | [ 75 ] |
| جوائز نيجيريا للترفيه ‏                     | 2014              | نصف شمس صفراء           | أفضل ممثل في دور رئيسي                                              | رُشِّح           | [ 76 ] |
| جوائز نيجيريا للترفيه ‏                     | 2015              | —                       | ممثل السنة (نيجيريا في هوليوود)                                     | فوز           | [ 77 ] |
| جوائز مجتمع أونلاين لنقاد السينما ‏         | 2004              | دورتي بريتي ثينغس ‏      | أفضل أداء لمُمثل صاعد ‏                                               | رُشِّح           | [ 78 ] |
| جوائز مجتمع أونلاين لنقاد السينما ‏         | 2013              | عبد لاثني عشر عاما      | أفضل ممثل ‏                                                          | فوز           | [ 79 ] |
| جوائز الإيمي برايم تايم                    | 2014              | الرقص على الحافة        | أفضل ممثل رئيسي في فيلم أو مسلسل قصير ‏                              | رُشِّح           | [ 80 ] |
| جوائز الإيمي برايم تايم                    | 2020              | ملكة الفيلة             | أفضل راو ‏                                                           | رُشِّح           | [ 81 ] |
| جوائز مجتمع سان دييغو لنقاد السينما ‏       | 2003              | دورتي بريتي ثينغس ‏      | أفضل ممثل ‏                                                          | فوز           | [ 82 ] |
| جوائز مجتمع سان دييغو لنقاد السينما ‏       | 2013 [الإنجليزية] | عبد لاثني عشر عاما      | أفضل ممثل ‏                                                          | رُشِّح           | [ 83 ] |
| جوائز مجتمع سان دييغو لنقاد السينما ‏       | 2013 [الإنجليزية] | عبد لاثني عشر عاما      | أفضل أداء لطاقم تمثيل ‏                                              | رُشِّح           | [ 83 ] |
| جائزة دائرة سان دييغو لنقاد السينما ‏       | 2013              | عبد لاثني عشر عاما      | أفضل ممثل ‏                                                          | فوز           | [ 84 ] |
| جوائز ساتالايت                             | 2014              | عبد لاثني عشر عاما      | أفضل ممثل في فيلم [الإنجليزية]                                      | رُشِّح           | [ 85 ] |
| جوائز ساتالايت                             | 2014              | الرقص على الحافة        | أفضل ممثل في فيلم تلفزيوني أو مسلسل قصير [الإنجليزية]               | رُشِّح           | [ 85 ] |
| جوائز نقابة ممثلي الشاشة                   | 2008              | رجل عصابة أمريكي        | أفضل أداء لطاقم تمثيل في فيلم [الإنجليزية]                          | رُشِّح           | [ 86 ] |
| جوائز نقابة ممثلي الشاشة                   | 2014              | عبد لاثني عشر عاما      | أفضل أداء جماعي لطاقم في فيلم ‏                                      | رُشِّح           | [ 87 ] |
| جوائز نقابة ممثلي الشاشة                   | 2014              | عبد لاثني عشر عاما      | أفضل أداء لمُمثل في دور رئيسي [الإنجليزية]                           | رُشِّح           | [ 87 ] |
| جوائز سكرين نايشن للسينما والتلفزيون ‏      | 2003              | دورتي بريتي ثينغس ‏      | أفضل أداء لمُمثل في فيلم                                             | فوز           | [ 88 ] |
| جوائز سكرين نايشن للسينما والتلفزيون ‏      | 2014              | عبد لاثني عشر عاما      | أفضل أداء لمُمثل في فيلم                                             | فوز           | [ 89 ] |
| جوائز جمعية سانت لويس لنقاد السينما ‏       | 2013              | عبد لاثني عشر عاما      | أفضل ممثل ‏                                                          | فوز           | [ 90 ] |
| جوائز مهرجان صاندانس السينمائي             | 2019              | الصبي الذي سخر الرياح   | جائزة ألفريد سلوان ‏                                                 | فوز           | [ 91 ] |
| جمعية نقاد تورونتو السينمائيين ‏            | 2013              | عبد لاثني عشر عاما      | أفضل ممثل [الإنجليزية]                                              | المركز الثاني | [ 92 ] |
| جوائز دائرة فانكوفر لنقاد السينما          | 2014              | عبد لاثني عشر عاما      | أفضل ممثل ‏                                                          | رُشِّح           | [ 93 ] |
| جوائز فيلاج فويس بول للسينما ‏              | 2013              | عبد لاثني عشر عاما      | أفضل ممثل                                                           | فوز           | [ 94 ] |
| جوائز جمعية واشنطن العاصمة لنقاد السينما   | 2013              | عبد لاثني عشر عاما      | أفضل ممثل ‏                                                          | فوز           | [ 95 ] |
| جوائز جمعية واشنطن العاصمة لنقاد السينما   | 2013              | عبد لاثني عشر عاما      | أفضل أداء جماعي ‏                                                    | فوز           | [ 95 ] |
| جوائز دائرة نقاد أفلام المرأة              | 2013              | عبد لاثني عشر عاما      | أفضل ممثل                                                           | فوز           | [ 96 ] |
| جوائز دائرة نقاد أفلام المرأة              | 2013              | عبد لاثني عشر عاما      | أفضل ممثل في فيلم                                                   | فوز           | [ 96 ] |

## وصلات خارجية
- شيواتال إيجيوفور في قاعدة بيانات الأفلام على الإنترنت